# Raeticodactylus
Raeticodactylus (nombre que significa "dedo de Raetia") es un género extinto de pterosaurio "ranforrincoide" cuyos fósiles se han encontrado en estratos de entre finales del Noriense a inicios del Rhaetiense (Triásico Superior) en la zona inferior de la Formación Kössen en la zona central Austroalpina de los Grisones, en Suiza. Es conocido a partir del holotipo BNM 14524, un único esqueleto parcial desarticulado que incluye un cráneo casi completo, hallado en agosto de 2005. Este género fue nombrado y descrito en 2008 por su descubridor, Rico Stecher; la especie tipo es Raeticodactylus filisurensis. El nombre de la especie se refiere a Filisur.
Raeticodactylus tenía una cresta ósea alta y delgada que corría a lo largo de la mitad del frente del maxilar, y una quilla en la mandíbula; sin embargo, no parece estar cercanamente relacionado con Austriadactylus, el otro único pterosaurio triásico crestado que era conocido por la época en que Raeticodactylus fue descrito. Los dientes en el frente del premaxilar eran similares a colmillos, mientras que los dientes posteriores (en los maxilares) tenían tres, cuatro o cinco cúspides, similares a los de Eudimorphodon. Raeticodactylus tenía una envergadura de cerca de 135 centímetros, y puede haber sido un piscívoro, tal vez alimentándose al "rastrillar" el agua.
Un estudio de 2009 realizado por Fabio Dalla Vecchia, que analizó las relaciones dentro de la familia Campylognathoididae, halló que Raeticodactylus está emparentado muy de cerca con Caviramus. Caviramus es conocido solo de una mandíbula parcial, mostrando el mismo tipo de dientes y de caviades únicas en el hueso mandibular, y ambos especímenes provienen del mismo tiempo y lugar (EL Miembro Alplihorn de la Formación Kössen). Dalla Vecchia concluyó que los dos pertenecían al mismo género, y posiblemente a la misma especie, si las sutiles diferencias (como el tamaño y la presencia de una cresta en el espécimen de Raeticodactylus) no se deben al sexo o la edad.
Un estudio posterior llevado a cabo por Brian Andres y colaboradores y publicado en 2014 concluyó que Raeticodactylus es válido y sería la especie hermana de Caviramus dentro de la nueva familia Raeticodactylidae.